# エドウィン・ジェームズ

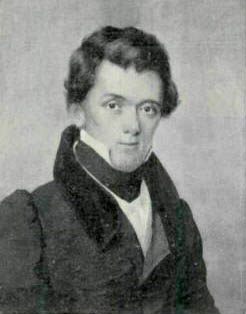
エドウィン・ジェームズ

エドウィン・ジェームズ（Edwin P. James、1797年8月27日 - 1861年10月28日）はアメリカ合衆国の植物学者、地理学者、地質学者である。1819年にスティーブン・ロング（Stephen Harriman Long）が率いたロッキー山脈の探検に参加し、その探検記録を執筆した。ロッキー山脈のパイクスピーク（標高:4301m）の記録に残る最初の登頂も行った。

## 略歴
バーモント州、アディソン郡のウェイブリッジ（Weybridge）で生まれた。1812年にミドルベリー大学に入学した。1816年に卒業し、ニューヨークに出て、医学の勉強を続け、植物学者のジョン・トーリーや地質学者のエーモン・イートンに学んだ。 1820年にアメリカ陸軍のスティーブン・ロングによって率いられた、ミシシッピーからロッキー山脈に至る探検のメンバーに植物学者、地質学者として選ばれ、ロッキー山脈やその周囲を探検した最初の科学者の一人となった。1820年にパイクスピーク登頂の記録を残した。近傍のジェームズ・ピーク（James Peak、標高4,052 m）にも登頂し、この山は後にジェームズの名前が付けられた。パイクスピークの山麓で、現在、マニトウ・スプリングスとして知られる、ミネラルウォーターの鉱泉を発見した。
1823年に探検の記録、"Expedition to the Rocky Mountains 1818-1819"を執筆した。アメリカ陸軍の軍医として働き、原住民とも交流し、アマチュア言語学者としてオジブウェー語も学んだ。9歳で原住民に捕らえられて育てられ、後に通訳として働いていたジョン・タナー（John Tanner）と知り合い、彼から聞いた話を1830年に、"A Narrative of the Captivity and Adventures of John Tanner"として発表した。
その後政府の仕事を辞め、アイオア州に住み、オジブウェー語に翻訳した聖書を含む9冊の著作を行った。バーリントンで没した。
北アメリカ西部原産のアジサイ科の植物の属名、Jamesia などに献名されている。